# Château de Saint-Just
Le château de Saint-Just est une demeure qui se dresse sur le territoire de la commune française de Saint-Just dans le département de l'Eure, en région Normandie.
Le château est totalement protégé au titre monuments historiques.

## Localisation
Le château est situé sur la commune de Saint-Just, dans le département français de l'Eure.

## Historique
Un premier château est construit au XIIIe siècle (substructures subsistantes). Vers la fin du XVIe siècle, Jacques de Croismare fait édifier une nouvelle demeure. Un état des biens du fief de Saint-Just, dressé en 1608, mentionne un manoir, des communs, une orangerie, un jardin, un potager, etc. ; le domaine comprend encore une avenue plantée d'ormes, des vignes, deux moulins, une chapelle, des terres cultivables (A. N.).
En 1654, les derniers descendants de la famille de Croismare vendent le domaine à Jean de Savary, écuyer, secrétaire du roi et grand maître des Eaux et forêts de Normandie. Jean de Savary et ses descendants transforment le parc en jardin à la française, créent le circuit d'eau, le jardin potager. Le plan de 1744 donne une idée du château et de son parc au milieu du XVIIIe siècle.
En 1775, le château est vendu au duc de Penthièvre, également propriétaire du château de Bizy, à Vernon. Il acquiert probablement aussi le domaine voisin (dit Château du Rocher), jusque-là propriété distincte. Le duc transforme le logis en hôpital et maison de repos pour les vieux serviteurs à son service ; à cette fin, le bâtiment subit d'importants aménagements. Dans le parc, il fait édifier la laiterie, une fabrique et probablement la glacière ; il fait encore construire le grand commun et une infirmerie (bâtiment aujourd'hui intégré dans la propriété voisine du Rocher). L'hospice fonctionne jusqu'à la mort du duc de Penthièvre, en 1793.
Le domaine est ensuite vendu comme bien national. Propriétaire de 1795 à 1798, Sébastien-Gilles Huet de Guerville fait inhumer son épouse dans le parc, en réutilisant les éléments du mausolée de Lancelot de la Garenne (1595), provenant de l'église de Mercey. En 1805, le général Victor Fanneau de la Horie, propriétaire depuis 1798, revend le château au chevalier Suchet, qui le revend à son frère, maréchal et duc d'Albufera. Louis Gabriel Suchet, receveur des droits généraux de Normandie, puis conseiller d'État, commence par replanter l'avenue qui mène au château en 1810 ; aux ormes du XVIIe siècle, il substitue des peupliers. À partir de 1816, le maréchal entreprend de grands travaux à Saint-Just : distribution et décor du rez-de-chaussée du logis par l'architecte Jacques Lacornée , réameublement (mobilier d'époque Empire), nouveau dessin du parc. Parmi les différents jardiniers qu'il embauche, Belguise bénéficie déjà d'un certain renom : en 1825, il redessine une partie du parc en jardin à l'anglaise.
L'ensemble des bâtiments est remis en état. À la suite du décès du maréchal en 1826, sa veuve divise la propriété et vend le domaine voisin du château du Rocher, composé de la chapelle, le « pavillon d'Osmont », l'infirmerie et une partie du parc à l'anglaise ; il redevient alors distinct du château de Saint-Just. Depuis 1885, le château est aux mains de la même famille, qui s'est attaché à remettre le parc en état : en 1893, l'avenue est replantée en platanes ; en 1905, la pièce d'eau est curée ; les goulettes, disparues sous le calcaire et la terre, sont dégagées et remises en eau (1935). En 1904, l'aile gauche du château est abattue. Les bois attenants, ou grand parc, autrefois partie intégrante du domaine, appartiennent aujourd'hui à un autre propriétaire.

## Protection
Au titre des monuments historiques, :
- le château et ensemble du bâti est inscrit par arrêté du 13 octobre 1995 ;
- le parc du château, avec l'ensemble de la clôture, les terrasses (à l'exception de tout autre élément bâti), le réseau hydraulique en totalité et l'avenue du château sont classés par arrêté du 3 novembre 1997.

### Jardin remarquable
Les jardins ont été labellisés  Jardin remarquable.